# تاريخ الفن الآسيوي

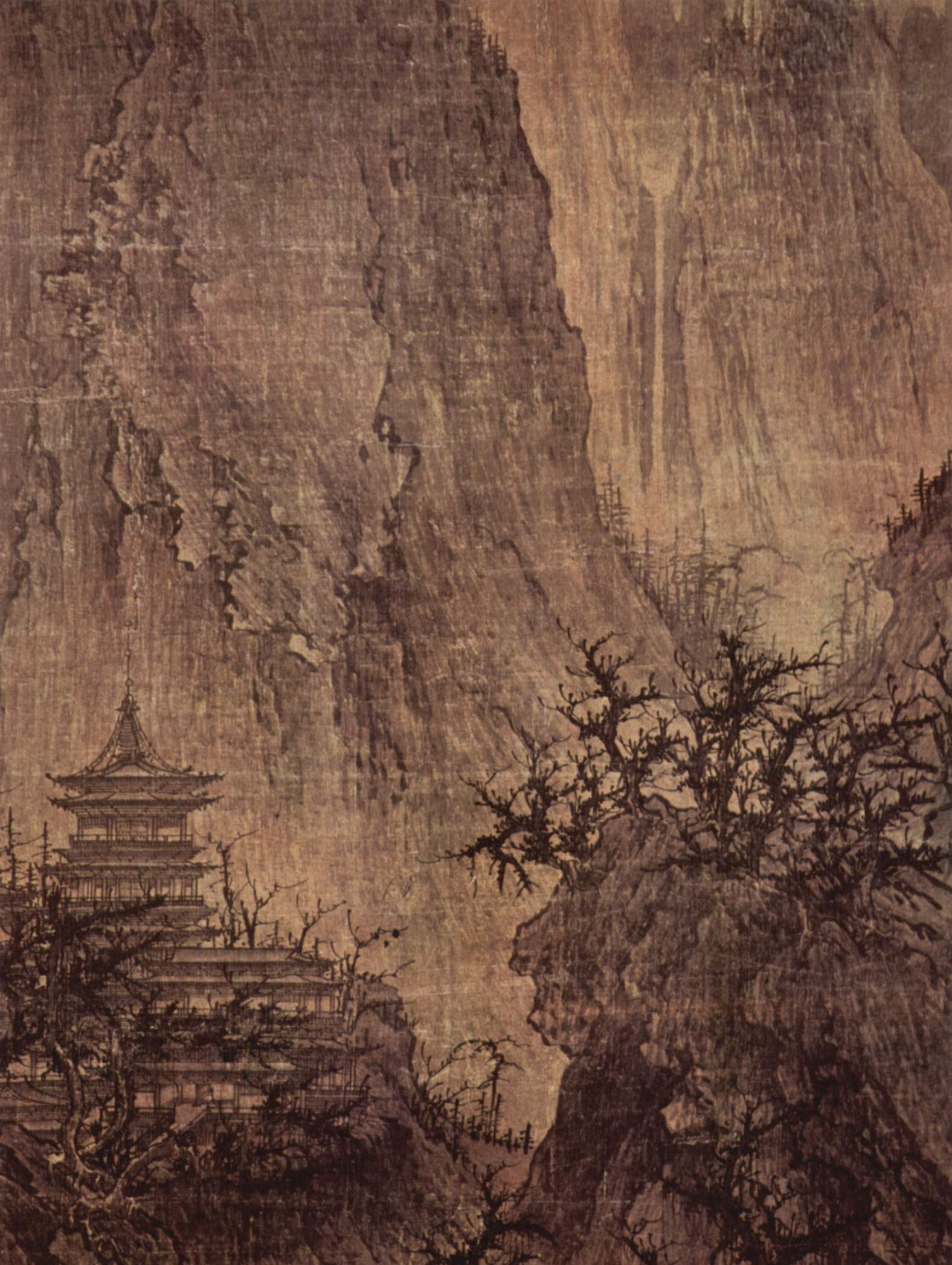

يتضمن تاريخ الفن الآسيوي مجموعة واسعة من التأثيرات من مختلف الثقافات والأديان. تُعد التطورات في الفن الآسيوي بشكل عام موازية تاريخيًا لنظيرتها في الفن الغربي، قبل بضعة قرون. كان لكل من الفن الصيني، والفن الكوري، والفن الياباني، تأثير كبير على الفن الغربي والعكس صحيح. أيضًا كان للفن في الشرق الأدنى تأثير كبير على الفن الغربي. يُمثل فن بلاد الرافدين أقدم أشكال الفن الآسيوي، باستثناء فن ما قبل التاريخ.

## تاريخ الفن الآسيوي
الفن في آسيا الوسطى هو الفن البصري الذي أنشأه الترك في المناطق التي تعرف في العصر الحديث باسم قيرغيزستان وكازاخستان وأوزبكستان وتركمانستان وأذربيجان وطاجيكستان ومنغوليا والتبت وأفغانستان وباكستان وكذلك أجزاء من الصين وروسيا. تأثر الفن في المنطقة خلال القرون الأخيرة بالفن الإسلامي بشكل كبير. تأثر فن آسيا الوسطى في وقت سابق بالفن الصيني واليوناني والفارسي، عن طريق نقل الفن عبر طريق الحرير.

### الفن البدوي الشعبي
يعتبر الفن الشعبي البدوي جانب حيوي من فن آسيا الوسطى. يعكس هذا الفن جوهر أسلوب حياة المجموعات البدوية المقيمة في المنطقة. لا بد أن يندهش المرء لما يعكسه هذا الفن من جمال الأحجار شبه الكريمة وأغطية الأسرة والأبواب المزخرفة والسجاد المطرز.

### الموسيقا والأدوات الموسيقية
تعد آسيا الوسطى غنية بالموسيقى الكلاسيكية والآلات الموسيقية. نشأت بعض الآلات الموسيقية الكلاسيكية الشهيرة داخل منطقة آسيا الوسطى. الره وا فو والدونغ بو لا والتشانغ هي بعض الآلات المستخدمة في الفنون الموسيقية في آسيا الوسطى.

### إحياء فن آسيا الوسطى
كانت حياة شعوب آسيا الوسطى تدور حول أسلوب حياة البدو الرحل، وبالتالي فإن معظم فنون آسيا الوسطى في العصر الحديث مستوحاة أيضًا من حياة البدو التي تعرض العصر الذهبي. في الواقع تعمل لمسة التقاليد والثقافة في آسيا الوسطى كعامل جذب رئيسي للمنتديات الفنية الدولية. من المؤكد أن الاعتراف العالمي تجاه فن آسيا الوسطى أضاف بالتأكيد قيمة له.

## فن شرق آسيا

### الفن الصيني
تنوع الفن الصيني عبر تاريخه القديم، وقسم إلى فترات على يد السلالات الحاكمة في الصين وبفعل التقنيات المتغيرة. تأثرت الأشكال المختلفة من الفن بالفلاسفة العظماء والمعلمين والشخصيات الدينية وحتى بالقادة السياسيين. يشمل الفن الصيني الفنون الجميلة والفنون الشعبية وفنون الأداء. الفن الصيني هو الفن سواء كان الحديث أو القديم، الذي نشأ أو يمارس في الصين أو من نقبل فنانين أو مؤدين صينيين.
في أسرة سونغ، تميز الشعر بكونه شعرًا غنائيًا وعرف باسم سي وقد عبر عن مشاعر الرغبة غالبًا في شخصية متبناة. أيضًا في سلالة سونغ، ظهرت لوحات أكثر دقة للتعبير عن المناظر الطبيعية، مع الخطوط العريضة غير الواضحة وخرائط الجبال التي تنقل المسافة من خلال العلاج الانطباعي للظواهر الطبيعية. خلال هذه الفترة من الرسم، جرى التركيز على العناصر الروحية بدلًا من العناصر العاطفية، مثلما هو الحال في الفترة السابقة. كونتشو، أقدم شكل موجود من الأوبرا الصينية التي تطورت خلال أسرة سونغ في كونشان بالقرب من شانغهاي في الوقت الحاضر. في سلالة يوان، أثرت لوحات الرسام الصيني تشاو مينغفو بشكل كبير في رسم المناظر الطبيعية الصينية في وقت لاحق، وأصبحت أوبرا سلالة يوان شكلًا مختلفًا من الأوبرا الصينية التي ما تزال مستمرة اليوم كأوبرا كانتونية.

#### اللوحات الصينية وفن الخط
اللوحات الصينية
غونبي وشياي أسلوبان في الرسم الصيني.
غونبي تعني «دقيق»، الألوان والتفاصيل الغنية في الصورة هي ميزاتها الرئيسية، ويصور محتواها بشكل رئيسي البورتريه أو الروايات. شياي تعني «اليد الحرة» وغالبًا تتسم بالمبالغة وعدم الواقعية، مع التركيز على التعبير العاطفي للمؤلف وتستخدم عادة في تصوير المناظر الطبيعية.
بالإضافة إلى الورق والحرير، رسمت لوحات تقليدية على الجدران مثل كهوف موغاو في مقاطعة غانسو. بنيت كهوف موغاو في دونهوانغ في عهد أسرة وي الشمالية (386- 534 ميلادي). يتألف الموقع من أكثر من 700 كهف، منها 492 كهفًا تمتلك لوحات جدارية على جدرانها، ويبلغ مجموعها أكثر من 45000 مترًا مربعًا. الجداريات واسعة جدًا في محتواها، وتشمل تماثيل بوذا والفردوس والأحداث التاريخية الهامة وحتى المتبرعين. تأثرت أساليب الرسم في الكهوف الأولى بالهند والغرب. منذ عهد أسرة تانغ (618- 906 من الحقبة العامة). بدأت اللوحات الجدارية تعكس أسلوب الرسم الصيني الفريد.
الخط الصيني
يمكن إرجاع الخط الصيني إلى داتشوان (خط الختم الكبير) الذي ظهر في عهد أسرة تشو. بعد توحيد الإمبراطور تشين للصين، جمع رئيس الوزراء لي سي أسلوب شيا (الختم الصغير) وجرى اعتباره نصًا رسميًا جديدًا. يعتبر نص الختم الصغير أنيقًا جدًا ولكن من الصعب كتابته بسرعة. في عهد أسرة هان الشرقية، بدأ نوع من الكتابة يسمى ليشو (النص الرسمي) بالظهور، ونظرًا لأنه لا يحتوي على دوائر وعن عدد قليل جدًا من الخطوط المنحنية، فإنه مناسب جدًا للكتابة السريعة. بعد ذلك ظهر أسلوب كايشو (النص التقليدي العادي)، وتميز ببنية أكثر بساطة وترتيب، وما يزال هذا النص مستخدمًا على نطاق واسع اليوم.

## الفن البوذي
نشأ الفن البوذي في شبه القارة الهندية في القرون التي أعقبت الحياة التاريخية لغوتاما بودا في القرن الخامس إلى القرن السادس قبل الميلاد، قبل تطوره بفضل الاتصال بالثقافات الأخرى وانتشاره عبر بقية آسيا والعالم. انتشر الفن البوذي مع المؤمنين البوذيين بالتوازي مع انتشار التعاليم الدينية البوذية، وتأقلمها وتطورها في كل بلد جديد يستضيفها. توسع الفن البوذي إلى الشمال عبر آسيا الوسطى وشرق آسيا ليُشكل الرافد الشمالي للفن البوذي، وإلى الشرق لغاية جنوب شرق آسيا ليُشكل الرافد الجنوبي للفن البوذي. في الهند، تألق الفن البوذي حتى أنه وضع بصمته في تطور الفن الهندوسي، حتى زوال البوذية في الهند قرابة القرن العاشر الميلادي ويرجع ذلك بشكل جزئي للتوسع الشديد للديانة الإسلامية إلى جانب الهندوسية.
الماندالا هي الرموز والمخططات البصرية الشائعة في الفن البوذي. تعرض الكون التصوريّ من منظور الرائي بشكل تخطيطي. في العادات والتقاليد الروحية المختلفة، يمكن استخدام رموز الماندالا بُغية تركيز انتباه المتطلعين والمواليين، وكوسيلة تعليمية روحية ولتأسيس مكان مُقدس وكأداة للتأمل واستنباط النشوة الدينية. يمكن لطبيعتها الرمزية أن تساعد المرء على «الوصول بشكل تدريجي إلى مستويات أعمق من اللاوعي، ومساعدة المتأمل في النهاية على خوض تجربة الشعور الروحي للوحدانية مع الوحدة النهائية التي ينطلق منها الكون بكافة أشكاله المتعددة». رأى المحلل النفسي كارل يونغ في الماندالا أنها «تصوير لمركز الروح اللاواعية»، ويعتقد أن لوحاته من الماندالا ساعدته على إدراك الاضطرابات العاطفية والعمل على تحقيق الكمال في الشخصية.

## الفن الكمبودي
تميز الفن الكمبودي وثقافة كمبوديا بتاريخ حافل ومتنوع يرجع إلى عدة قرون وقد تأثر بشكل كبير بالهند. أثرت كمبوديا بدورها بشدة على تايلاند، ولاوس والعكس صحيح. كان الدين المصدر الأساسي للإلهام عبر التاريخ الطويل لكمبوديا. طوال نحو ألفي عام، طور الكمبوديون المعتقد الخميري الفريد من التوفيق بين المعتقدات الروحية المحلية والأديان الهندية البوذية والهندوسية. وصلت الثقافة والحضارة الهندية، بما في ذلك لغاتها وفنونها إلى البر الرئيسي لشرق آسيا قرابة القرن الأول الميلادي. يُعتقد عمومًا أن التجار البحارة جلبوا العادات والثقافة الهندية إلى الموانئ على طول خليج تايلاند والمحيط الهادئ إبان التجارة مع الصين. وكانت فونان هي الولاية الأولى التي استفادت من ذلك. في أوقات مختلفة، استقطبت كمبوديا أيضًا عدة عناصر من الثقافات الجاوية، والصينية، واللاوية والتايلاندية.

### الفنون البصرية في كمبوديا
يرجع تاريخ الفنون البصرية في كمبوديا قرونًا إلى الحِرف القديمة؛ إذ كان الفن الخميري في أوج تألقه إبان فترة أنغكور. تضم قائمة الفنون والحرف التقليدية الكمبودية المنسوجات، والقماش غير المنسوج، وصياغة الفضة، والنقش على الحجر، والطلاء باللّك، والسيراميك، وجداريات المعابد، وصناعة الطائرات الورقية. مع بداية منتصف القرن العشرين، بدأ انتشار تقليد الفن الحديث في كمبوديا، على الرغم من تراجع كل من الفنون التقليدية والحديثة في القرن العشرين لأسباب عدة، بما في ذلك تصفية الفنانين على يد الخمير الحمر. شهدت البلاد مؤخرًا انتعاشًا فنيًا جراء الدعم المتزايد من الحكومات، والمنظمات غير الحكومية، والسياح الأجانب.

## الرسم الصيني وفن الخطّ

### الرسم الصيني
غونغ بي وشي يي نمطان من أنماط الرسم الصيني.
غونغ بي يعني «كثير التدقيق»، اللون والتفاصيل الأنيقة في الصورة مزاياه الأساسية، ويصور محتواه بصورة رئيسة الصور الشخصية والحكايات. ويعني شي يي «يدويّ»، وغالبًا ما يكون شكله مبالغًا فيه وغير حقيقي، وفيه تركيز على تعبير المؤلف العاطفي وغالبًا ما يُستخدم في تصوير المشاهد الطبيعية.
بالإضافة إلى الورق والحرير، كانت اللوحات التقليدية تُرسم كذلك على الجدران، مثل كهوف موغاو في مقاطعة غانسو. بُنيت كهوف دونهوانغ موغاو في عهد سلالة وي الشمالية (386- 534م). تتألف من أكثر من 700 كهف، من بينها 492 كهفًا تحوي جداريات على جدرانها، بما يصل مجموع مساحته إلى أكثر من 45.000 متر مربع. محتويات الجداريات واسعة للغاية، وتتضمن تماثيل بوذا والفردوس والملائكة وأحداثًا تاريخية هامة وحتى المتبرعين. تلقت أساليب الرسم في الكهوف القديمة إلهامًا من الهند والغرب. منذ سلالة تانغ (618- 906 م)، بدأت الجداريات تعكس أسلوب الرسم الصيني الفريد.

### فن الخط الصيني
يمكن تتبع فن الخط الصيني إلى داجان (مخطوطة ختم كبيرة) ظهرت في عهد سلالة زو. بعد أن وحّد الإمبراطور تشين الصين، جمع رئيس الوزراء لي سي أسلوب الشياوجان (الختم الصغير) وصاغه ليكون نصًا رسميًا جديدًا. نص الختم الصغير بالغ الأناقة لكن من الصعب كتابته بسرعة. في عهد سلالة هان الشرقية، بدأ نوع من النص اسمه ليشو (النص الرسمي) بالظهور. ولأنه لا يظهر أي دوائر وقلة قليلة من الخطوط المنحنية، فهو مناسب جدًا للكتابة السريعة. بعد ذلك، ظهر أسلوب كايشو (النص العادي التقليدي)، وبنيته أبسط وأكثر أناقة، وما يزال هذا النص مستخدمًا على نطاق واسع اليوم.

### الحِرَف الصينية القديمة

#### اليشم
كان اليشم القديم يستخدم للزينة أو للحوائج القربانية. ظهر أول جسم صيني منحوت من اليشم في حضارة هيمودو في بداية العصر الحجري الحديث (3500- 2000 ق.م تقريبًا). في عهد سلالة شانغ (1600- 1046 ق.م تقريبًا)، ظهر باي (اليشم الدائري المخرّم) والكونغ (أنبوب اليشم المربع)، التي خُمن أنها حوائج قربانية تمثل السماء والأرض. في عهد سلالة زو (1046- 256 ق.م)، نتيجة استخدام أدوات نقش أصلَب، نُحت اليشم بدقة أرفع وبدأ يُستخدم في قلائد أو في زينة الملابس. اعتُبر اليشم خالدًا وقادرًا على حماية مالكه، لذا غالبًا ما كانت الأغراض المنحوتة من اليشم تُدفن مع المتوفى، مثل بذلة الدفن اليشمية في قبر ليو شينغ، أحد أمراء سلالة هان الغربية.